# 大井玄洞

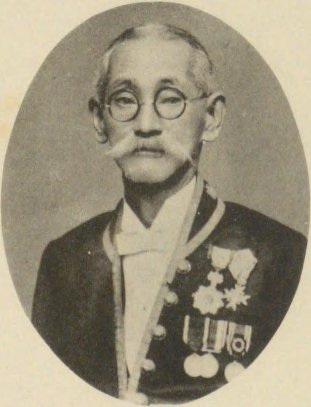
大井玄洞

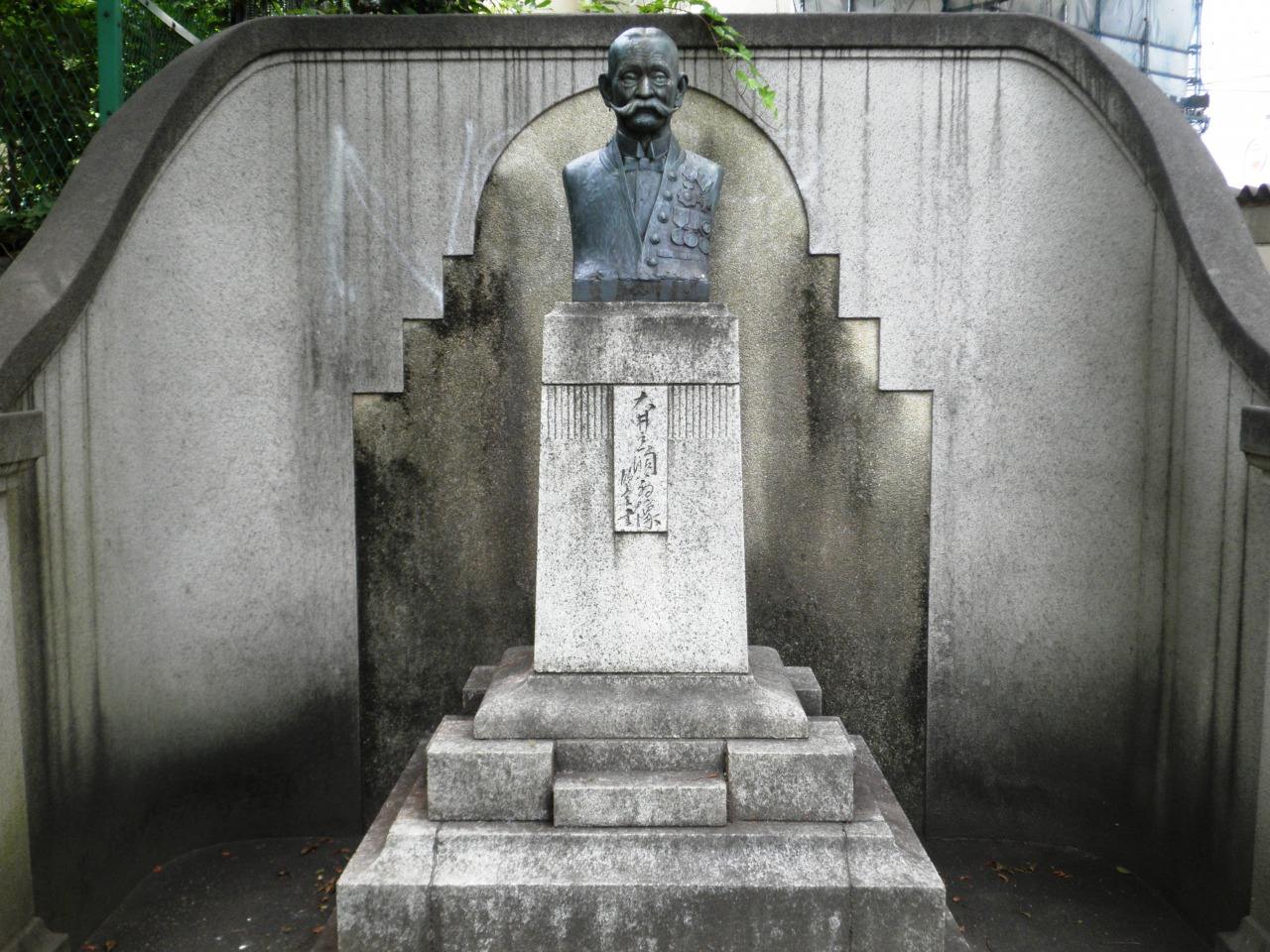
東京都文京区江戸川公園内にある大井玄洞の胸像

大井 玄洞（おおい げんどう、安政2年2月15日（1855年4月1日） - 昭和5年（1930年）8月15日）は、日本の薬学者、政治家、陸軍軍人（薬剤官）。加賀藩出身。「生薬学」という用語を創出した。

## 経歴
加賀藩の儒医の子として生まれる。藩の明倫堂で学び、更に藩の道成館で英語を習得した後、明治2年（1869年）、大学南校（現東京大学の前身）に入学しドイツ語を学ぶ。明治6年（1873年）の卒業とともに文部省上等出仕となって大学区医学校（現東京大学医学部の前身）にドイツ語通訳として勤務する。
東京医学校製薬学科の別課通学生教場にて日本人教師が日本語で講義する必要性が生じたため、明治13年（1880年）2月、当時助教であった玄洞は、J.W.Albert Wingandの『Lehrbuch der Pharmakognosie』を参考に教科書を作るにあたって、ドイツ語の「Pharmakognosie」（これはギリシャ語のpharmakon（薬物）とgnosis（知識）からの造語）に「生薬学」の訳をあてた。
同年4月、玄洞は自ら東京医学校を辞任して故郷の金沢医学校製薬学科（現金沢大学薬学類の前身）に赴任し、同校の教諭と石川県立金沢病院（現金沢大学医学類附属病院の前身）の薬局長および内務省主管の金沢医術開業試験委員も兼務した。明治18年（1885年）12月、これらの職を辞して翌年ドイツに遊学する。
帰国直後の明治19年（1886年）10月、陸軍二等薬剤官となり陸軍病院薬剤課長心得に任命され、明治20年（1887年）には陸軍軍医学校教官兼務となっている。また、明治19年9月に東京薬学校（現東京薬科大学の前身）の創設者藤田正方が急逝したため、一時期（明治21年（1888年）まで）山田薫、熊沢善庵らと交替で同校の校長を務めた。明治23年（1894年）3月、一等薬剤官となり第1師団軍医部に配属され、明治26年（1897年）6月に日清戦争に出征している。凱旋後の明治30年（1897年）4月に陸軍薬局方（第1版）の編纂委員に任命される。同年8月、第2師団軍医部に配属され、明治32年（1899年）に予備役となる。翌年の義和団の乱に伴い召集され、事変が終わるとともに召集解除となった。
薬剤官としての生活を終えてからの玄洞は、東京市小石川区に居をかまえ、ガーゼや脱脂綿などの衛生材料を商う傍ら区会議員となり、明治40年（1907年）府会議員となる（昭和3年（1928年）まで）。玄洞は、当時、たびたび洪水をおこしていた江戸川（現 神田川）を何とかしようと、治水に尽力する。大正2年（1913年）に護岸工事に着手、大正8年（1919年）に完成させる。この治水事業の功績を称え、昭和3年（1928年）神田川沿いの江戸川公園に玄洞の銅像が建てられる。
昭和5年（1930年）逝去し、世田谷区千歳烏山の万福寺に葬られる。

## 栄典
位階
- 1892年（明治25年）1月12日 - 正七位[1]
- 1897年（明治30年）3月22日 - 従六位[2]

勲章等
- 1930年（昭和5年）8月15日 - 帝都復興記念章[3]

## 著作
- 大井玄洞著『毒物学』回春堂、1879年
- チーゲル著、大井玄洞訳、石黒忠悳閲『衛生汎論』蓮沼善兵衛、1879年
- J.W.Albert Wingand著、大井玄洞訳『生薬学』英蘭堂、1880年